# 7165 Пендельтон
7165 Пендельтон (7165 Pendleton) — астероїд головного поясу, відкритий 14 вересня 1985 року.
Тіссеранів параметр щодо Юпітера — 3,354.